# Christophe Pillet
Christophe Pillet, né le 28 août 1959 à Montargis, est un designer et architecte d'intérieur français. Il vit et travaille à Paris. Il fait partie des designers français ayant une renommée internationale. Son activité couvre les domaines du design produit, de l'architecture d'intérieur, de la scénographie et de la direction artistique.
Son travail se caractérise par l'élégance séduisante des formes et une simplicité naturelle et évidente du trait. Christophe Pillet dit de son travail « Je ne cherche pas l'extraordinaire, mais à révéler ce qu'il y a de beau et émouvant dans l'ordinaire ».

## Biographie

### Formation et débuts
Diplômé de l'École nationale supérieure d'art de Nice en 1985, Christophe Pillet rejoint ensuite Milan pour étudier à la Domus Academy. Il en sort diplômé en 1986. Installé dans cette ville italienne, il collabore pendant quatre ans avec Michele De Lucchi, Carlotta de Bevilacqua et Martine Bedin. Il rejoindra ensuite Philippe Starck à Paris de 1989 à 1993. Il crée son agence à Paris en 1993. Élu créateur de l'année en 1994, il a reçu depuis plusieurs prix[source secondaire nécessaire]. 

### Carrière
Il est sollicité par des marques internationales : Cappellini, Kartell et Driade en Italie, Shiseido et Shu Uemura au Japon, Emeco et Whirlpool aux États-Unis, Veuve Clicquot, Lacoste et L'Oréal en France. Christophe Pillet s'est vu confier par le Mobilier national, le renouvellement de la tribune du 14 juillet pour les cérémonies de l'an 2000,.
Certaines de ses pièces font partie des collections du Centre Pompidou, du Centre National des Arts Plastiques, des Arts Décoratifs et du Cooper-Hewitt Museum de New York[réf. souhaitée].
Des expositions personnelles et collectives ont eu lieu à travers le monde. Il poursuit sa collaboration avec l'industrie du mobilier italien, réalise l'aménagement d'hôtels et restaurants, conçoit et développe des concepts de boutiques dans plusieurs pays[source secondaire souhaitée] (Lacoste, Jean-Claude Jitrois, Catherine Malandrino, John Richmond, Lancel) et enfin, plus récemment des projets d'architecture, et plus particulièrement au Maroc où il est très sollicité[réf. souhaitée].
Lacoste, Le Tanneur International entre autres, l'ont contacté pour imaginer le devenir créatif de l'image de leur marque[non neutre] (Lacoste Lab). Il est régulièrement invité à s'exprimer dans le cadre d'évènements autour du design (Belgrade Design Week[source insuffisante], MUDAM à Luxembourg[source insuffisante]), ou lors d'interventions dans des Universités (Université de Kobe, Université McGill à Montréal, NUS University à Singapour)[pertinence contestée].

## Récompenses et distinctions
- 2014 : Red Dot Design Award - collection de robinets Memoria (VitrA)
- 2014 : Wallpaper Design Award - collection de vases Shibuya (Kartell)
- 2013 : Good Design Award - collection de robinets Memoria (VitrA)
- 2012 : Wallpaper Design Award - fauteuil Rive Droite (Ceccotti Collezioni)[12]
- 2011 : Popai d'or - PLV des boutiques Lancel[13]
- 2011 : Médaille d'or des Travel Retail Masters - Baron Otard Fortis et Fidelis
- 2008 : New Classics of Design Award du magazine Schöner Wohnen à IMM Cologne - Nouvelle Vague (Porro)[14]
- 2008 : Grand Prix de la Salle de Bain d'Hôtel - Ideo Bain[15]
- 2007 : Label de l'Observeur du Design - bureau Metropolitan (Macé)[16]
- 1995 : Prix d'Excellence - Salon International du Luminaire
- 1994 : Créateur de l'année - Salon du Meuble de Paris
- 1994 : Carte Blanche VIA[17][source insuffisante]

### Monographies
- Christophe Pillet, Préface par Pierre Doze, Collection Design & Designer, Édition Pyramid, France, 2004  (ISBN 2-910565-88-2)
- Christophe Pillet, Collection Couleurs contemporaines, Bernard Chauveau Éditeur, France, 2005  (ISBN 2-915837-05-8)

### Ouvrages collectifs
- Architecture, Design Bureau, États-Unis (2012)
- Lacoste, Assouline, France (2010)
- Design Hotel Year Book, Design Hotels AG, Allemagne (2010)
- Design & Littérature, Une Liaison Inspirée, Norma Editions, France (2009)
- Les Bureaux à Paris, Les Éditions de Paris, France & Japon, (2009)
- New French Restaurant Design, Ici Consultants, France & Japon (2009)
- De la feuille à la courbe - Roland Darraspe, Bernard Chauveau Éditeur, France (2008)
- Ultimate Paris Design, teNeues, Allemagne (2007)
- The International Yearbook, Laurence King Publishing, Royaume-Uni (2007)
- Paris Architecture & Design, Daab, Allemagne (2007)
- French Hotel Design, Liaoning Science and Technology Publishing House, Chine (2007)
- Caffé e ristoranti 2, Motta Archittetura, Italie (2007)
- New Hotels 3, Collins Design and Loft Publications, Espagne (2006)
- Hip Hotels Paris, Thames & Hudson Editions, Royaume-Uni (2006)
- Designing the 21st Century, Taschen, Allemagne (2001)